# Gadhka
Gadhka és un estat tributari del prant de Halar divisió de Kathiawar, a la presidència de Bombai. Estava format per 6 pobles amb un únic tributari. La població era el 1881 de 919 habitants i la superfície de 60 km². Estava situat a uns 15 km al sud-est de Rajkot. Els ingressos el 1876 s'estimaven eln 1000 lliures i el tribut eren 46 lliures al govern britànic i 20 al nawab de Junagarh.
La taluka fou concedida per Ranmalji, thakur sahib de Rajkot a un dels seus quatre fills, Vajeraji (el segon) el fill del qual va morir sense fills i la taluka va passar al germà del seu pare (el tercer fill) Akherajji, que prèviament havia rebit la taluka de Makhawad. La successió era per primogenitura.

## LLista de thakurs
- 1. Thakur Saheb VAJERAJJI RANMALJI
- 2. Thakur Saheb KANJIBHI VAJERAJJI
- 3. Thakur Saheb AKHERAJJI RANMALJI
- 4. Thakur Saheb WAGHJIBHI AKHERAJJI
- 5. Thakur Saheb BHANJIBHI WAGHJIBHI
- 6. Thakur Saheb GOVINDSINHJI BHANJIBHI ?-1870
- 7. Thakur Saheb SHIVSINHJI GOVINDSINHJI 1870-?
- 8. Thakur Saheb LAGDHIRSINHJI HARISINHJI
- 9. Thakur Saheb GHAGENDRASINHJI LAGHDIRSINHJI